# Organizacja Współpracy Islamskiej
Organizacja Współpracy Islamskiej – międzynarodowa organizacja polityczno-religijna. Ma stałego przedstawiciela przy ONZ.
Formalnie powstała w 1971 roku jako Organizacja Konferencji Islamskiej (OKI), chociaż de facto istniała już od konferencji w Rabacie w 1969 roku. W czerwcu 2011 roku OKI zmieniła nazwę na obecną tj. Organizacja Współpracy Islamskiej (OWI).
Celem organizacji jest zacieśnianie współpracy gospodarczej, kulturalnej i naukowej państw muzułmańskich. W ramach OWI działa wiele wyspecjalizowanych instytucji, m.in. Muzułmański Fundusz Solidarności i Islamski Bank Rozwoju.

## Sekretarze generalni
1. Tunku Abdul Rahman (Malezja): 1971–1973
2. Hassan Al-Touhami (Egipt): 1974–1975
3. Amadou Karim Gaye (Senegal): 1975–1979
4. Habib Chatty (Tunezja): 1979–1984
5. Syed Sharifuddin Pirzada (Pakistan): 1985–1988
6. Hamid Algabid (Niger): 1989–1996
7. Izz ad-Din al-Araki (Maroko): 1997–2000
8. Abdelouahed Belkeziz (Maroko): 2001–2004
9. Ekmeleddin İhsanoğlu (Turcja): 2004–2014
10. Iyad bin Amin Madani (Arabia Saudyjska): od 31 stycznia 2014 do 2016
11. Yousef Al-Othaimeen (Arabia Saudyjska): od 2016[2]

## Członkowie
| Państwo                          | Data przystąpienia | Uwagi                                             |
| -------------------------------- | ------------------ | ------------------------------------------------- |
| Afganistan                       | 1969               | Wykluczony 1980–1989                              |
| Algieria                         | 1969               |                                                   |
| Czad                             | 1969               |                                                   |
| Egipt                            | 1969               | Wykluczony 1979–1984                              |
| Gwinea                           | 1969               |                                                   |
| Indonezja                        | 1969               |                                                   |
| Iran                             | 1969               |                                                   |
| Jordania                         | 1969               |                                                   |
| Kuwejt                           | 1969               |                                                   |
| Liban                            | 1969               |                                                   |
| Libia                            | 1969               |                                                   |
| Malezja                          | 1969               |                                                   |
| Mali                             | 1969               |                                                   |
| Mauretania                       | 1969               |                                                   |
| Maroko                           | 1969               |                                                   |
| Niger                            | 1969               |                                                   |
| Pakistan                         | 1969               |                                                   |
| Organizacja Wyzwolenia Palestyny | 1969               |                                                   |
| Arabia Saudyjska                 | 1969               |                                                   |
| Senegal                          | 1969               |                                                   |
| Sudan                            | 1969               |                                                   |
| Somalia                          | 1969               |                                                   |
| Tunezja                          | 1969               |                                                   |
| Turcja                           | 1969               |                                                   |
| Jemen                            | 1969               | Do 1990 jako Jemen Północny                       |
| Bahrajn                          | 1970               |                                                   |
| Oman                             | 1970               |                                                   |
| Katar                            | 1970               |                                                   |
| Syria                            | 1970               | Wykluczona 16 sierpnia 2012 wskutek wojny domowej |
| Zjednoczone Emiraty Arabskie     | 1970               |                                                   |
| Sierra Leone                     | 1972               |                                                   |
| Bangladesz                       | 1974               |                                                   |
| Gabon                            | 1974               |                                                   |
| Gambia                           | 1974               |                                                   |
| Gwinea Bissau                    | 1974               |                                                   |
| Uganda                           | 1974               |                                                   |
| Burkina Faso                     | 1975               |                                                   |
| Kamerun                          | 1975               |                                                   |
| Komory                           | 1976               |                                                   |
| Irak                             | 1976               |                                                   |
| Malediwy                         | 1976               |                                                   |
| Dżibuti                          | 1978               |                                                   |
| Benin                            | 1982               |                                                   |
| Brunei                           | 1984               |                                                   |
| Nigeria                          | 1986               |                                                   |
| Azerbejdżan                      | 1991               |                                                   |
| Albania                          | 1992               |                                                   |
| Kirgistan                        | 1992               |                                                   |
| Tadżykistan                      | 1992               |                                                   |
| Turkmenistan                     | 1992               |                                                   |
| Mozambik                         | 1994               |                                                   |
| Kazachstan                       | 1995               |                                                   |
| Uzbekistan                       | 1995               |                                                   |
| Surinam                          | 1996               |                                                   |
| Togo                             | 1997               |                                                   |
| Gujana                           | 1998               |                                                   |
| Wybrzeże Kości Słoniowej         | 2001               |                                                   |
| Byli członkowie                  |                    |                                                   |
| Zanzibar                         | styczeń 1993       | Wystąpił w sierpniu 1993                          |
| Obserwatorzy                     |                    |                                                   |
| Bośnia i Hercegowina             | 1994               |                                                   |
| Republika Środkowoafrykańska     | 1997               |                                                   |
| Cypr Północny                    | 1979               | Formalnie od 2004                                 |
| Tajlandia                        | 1998               |                                                   |
| Rosja                            | 2005               |                                                   |
| Kandydaci                        |                    |                                                   |
| Indie                            |                    | Islam jest drugą religią w Indiach                |
| Filipiny                         |                    | Południe Filipin jest islamskie                   |

## Konferencje
| Numer           | Data                                   | Państwo          | Miejsce      |
| --------------- | -------------------------------------- | ---------------- | ------------ |
| 1               | 22 września – 25 września 1969         | Maroko           | Rabat        |
| 2               | 22 lutego – 24 lutego 1974             | Pakistan         | Lahaur       |
| 3               | 25 stycznia – 29 stycznia 1981         | Arabia Saudyjska | Mekka i Taif |
| 4               | 16 stycznia – 19 stycznia 1984         | Maroko           | Casablanca   |
| 5               | 26 stycznia – 29 stycznia 1987         | Kuwejt           | Kuwejt       |
| 6               | 9 grudnia – 11 grudnia 1991            | Senegal          | Dakar        |
| 7               | 13 grudnia – 15 grudnia 1994           | Maroko           | Casablanca   |
| 1. Nadzwyczajny | 23 marca 1997                          | Pakistan         | Islamabad    |
| 8               | 9 grudnia – 11 grudnia 1997            | Iran             | Teheran      |
| 9               | 12 listopada – 13 listopada 2000       | Katar            | Doha         |
| 2. Nadzwyczajny | 5 marca 2003                           | Katar            | Doha         |
| 10              | 16 października – 17 października 2003 | Malezja          | Putrajaya    |
| 3. Nadzwyczajny | 7 grudnia – 8 grudnia 2005             | Arabia Saudyjska | Mekka        |
| 11              | 13 marca – 14 marca 2008               | Senegal          | Dakar        |
| 4. Nadzwyczajny | 14 sierpnia – 15 sierpnia 2012         | Arabia Saudyjska | Mekka        |
| 5. Nadzwyczajny | 13 grudnia 2017                        | Turcja           | Stambuł      |